# ネズミイルカ属
ネズミイルカ属（鼠海豚属、Phocoena）はクジラ目ハクジラ亜目ネズミイルカ科の属の一つ。
4種で構成される。
英語では、同じネズミイルカ科に属する他の種とともにPorpoiseと呼ばれており、Dolphinとは明確に区別されている。しかしながら、日常レベルでの日本語ではこれらが明確に区別されることはなく、単にイルカと呼ばれている。

## 分類
ネズミイルカ属はイシイルカを内包するため単系統ではない。
ネズミイルカ属 Phocoena
- ネズミイルカ Harbour Porpoise Phocoena phocoena
- コガシラネズミイルカ Vaquita Phocoena sinus
- メガネイルカ Spectacled Porpoise Phocoena dioptrica
- コハリイルカ Burmeister's Porpoise Phocoena spinipinnis

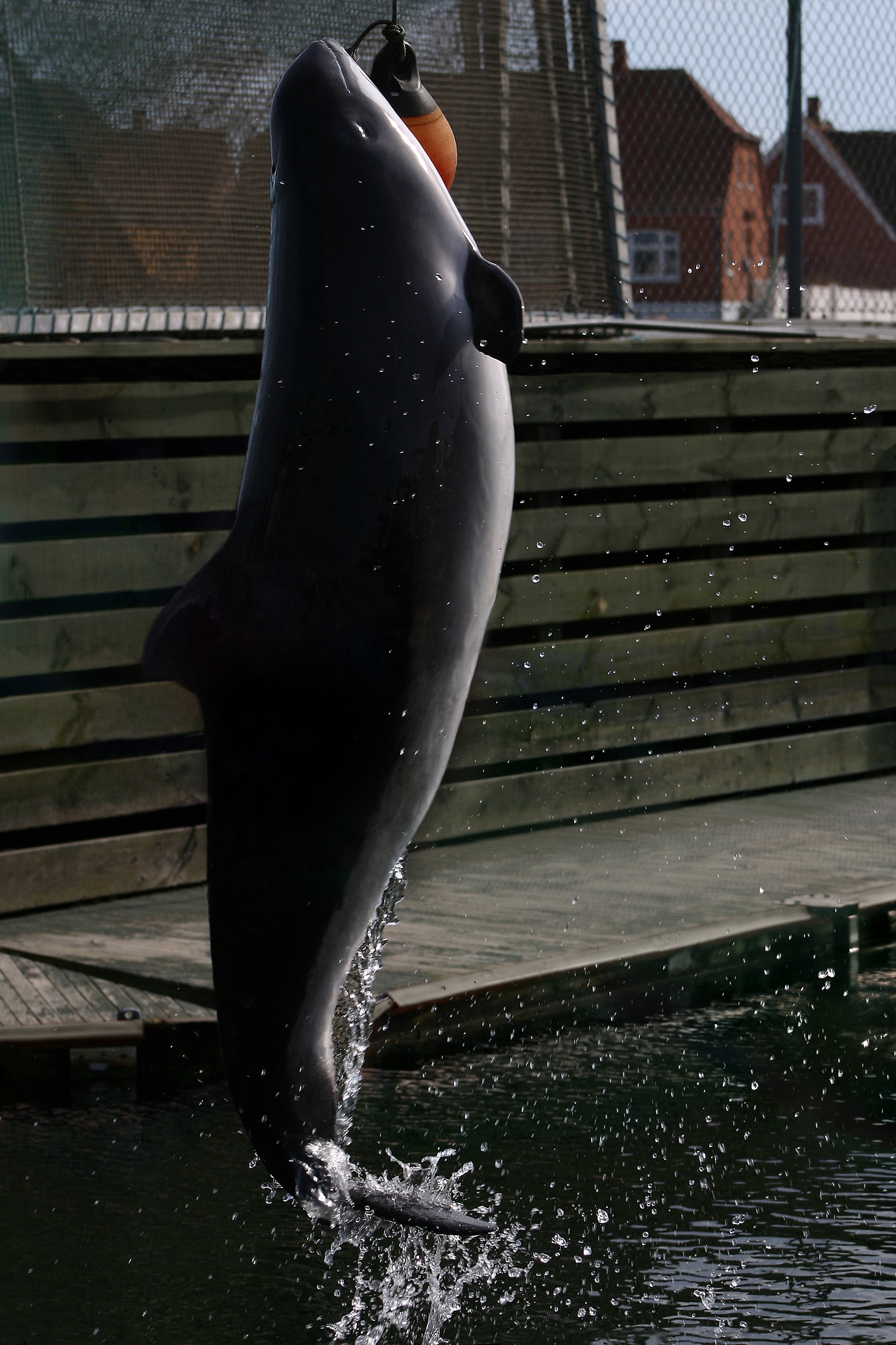
ネズミイルカ